# Roc del Corral del Peló
El Roc del Corral del Peló, és un cim de 1.362,2 metres d'altitud situat en el terme municipal de Conca de Dalt, al Pallars Jussà, dins de l'antic terme d'Hortoneda de la Conca, en l'àmbit de l'antic poble de Perauba.
Està situat a l'est-nord-est de les Roques de Brunet, al sud-est del Clot del Corral del Mestre i a ponent del paratge de Sant Andreu, a la dreta de la llau de Brunet meridional.